# Guldspaden
Guldspaden är ett pris inom svensk journalistik som sedan 1991 delas ut av Föreningen Grävande Journalister till: 
| ” | de journalister - verksamma i svenska medier - som genom engagerad och kunnig journalistik avslöjat eller skildrat väsentliga förhållanden som allmänheten förut inte kände till. Undersökningen skall vara ett originalarbete, självständigt genomförd. | „ |

Guldspaden delades från början ut i två klasser: etermedia och tryckt media. Under flera år delades priser ut i de nio klasserna: riks-tv, lokal-tv, riksradio, lokalradio, större dagstidning (>100 000 i upplaga), mindre dagstidning (<100 000 i upplaga), tidskrift, bok samt webb. I samband med "Gräv 17" då 2016 års grävande journalistik prisades, förändrades kategorierna något och TV- och radiokategorin slogs samman. Priser delas numera ut i sju kategorier. Guldspadejuryn kan också dela ut ett eller flera hedersomnämnanden samt "Den gyllene dynamon" som delas ut till årets bästa arbetsledare.
När Guldspadetävlingen startade 1992 (för verksamhetsåret 1991) var antalet tävlingsbidrag 60–70 stycken, inte ens hälften så många som i mars 2012 då 184 bidrag deltog för verksamhetsåret 2011. Av de 184 bidragen tilldelades nio bidrag Guldspaden samt tre bidrag ett hedersomnämnande
Guldspadestatyetten i brons är designad och skapad av Mats Lodén.

## Vinnare
| År   | Etermedier | Etermedier                                                                                            | Etermedier | Etermedier                                                                                    | Tryckta medier | Tryckta medier                                                                                               | Tryckta medier | Tryckta medier | |
| År   | Riks-TV | Lokal-TV                                                                                              | Riksradio | Lokalradio                                                                                    | Större dagstidning | Mindre dagstidning                                                                                           | Tidskrift | Bok | Webb |
| ---- | --- | --- | --- | --------------------------------------------------------------------------------------------- | --- | --- | --- | --- | --- |
| 1991 | Göran Elwin, Tomas Dillén och Sven-Eric Ericson, SVT, "Vita rockar, svarta pengar"                                                              | | |                                                                                               | Nils Svensson, Nils Hanson och Christer Lövkvist, GP, artikelserien "Hyresbluffen"                                                           | | | | |
| 1992 | | | Christer Larsson, SR Ekot, för ett reportage om det svenska dubbelspelet kring neutraliteten                                                 |                                                                                               | Maria Trägårdh och Magnus Ringman samt fotografen Åke Ericson, Aftonbladet, reportageserien "VI och DOM"                                     | | | | |
| 1993 | | | Bo Lindqvist, SR, en serie radiodokumentärer om genteknik.                                                                                   |                                                                                               | Christina Bellander, Stefan Hagberg och Wolfgang Hansson, Aftonbladet, granskning av läkemedelsföretaget Kabi.                               | Lars Andreasson, Helsingborgs Dagblad, artikelserie om lobbyisterna bakom beslutet om E4:ans sträckning.     | | | |
| 1994 | Cecilia Zadig och Malcolm Dixelius, SVT, i samarbete med norska, danska, finska och isländska televisionen. Två reportage om den ryska maffian. | | Christer Larsson, SR Ekot, reportageserien "Mutor i klassnings-sällskapen".                                                                  |                                                                                               | Olle Lönnaeus och Erik Magnusson, Sydsvenska Dagbladet, artikelserien "Systemskifte Malmö".                                                  | Urban Edin, Piteå-Tidningen, reportaget "Kommunal moral i Älvsbyn".                                          | | | |
| 1995 | Tina Thunander, Reportrarna, SVT, om svenska advokater som både är aktiva i skalbolagsaffärer och konkursförvaltare i statens tjänst.           | | Lars-Göran Svensson och Peo Wenander, SR Göteborg, en granskning av det kommunala bussbolaget GLAB:s ledning.                                |                                                                                               | Sigrid Böe och Thomas Michélsen, DN, artikelserie om Vägverkets affärer.                                                                     | Ulrika By, Anders Uddling och Gunnar Sundell, Nerikes Allehanda, artikelserien "Vi tar det på kortet"        | | | |
| 1996 | Janne Josefsson och Hannes Råstam, Striptease, SVT, reportage om arbetsförmedlingsfusk i Göteborg.                                              | | Bengt Therner, SR Ekot, reportageserie från Nord-Korea.                                                                                      |                                                                                               | Ewa Stenberg och Gunnar Örn, DN, artikelserien "Kronan hade inte skuggan av en chans".                                                       | | | Mats Wingborg, "Arbetare till salu", Bäckström Förlag                                                                          | |
| 1997 | Marianne Spanner, Striptease, SVT, "Elisabeth"                                                                                                  | | Göran Elgemyr och Sven-Fredrik Hedin, SR Studio Ett i samarbete med DN:s Kulturredaktion, "Naziguldet".                                      |                                                                                               | Pia Skagermark och Ola Sigvardsson, DN, "Skolan och marknadshyrorna"                                                                         | Janne Stenström, Norrköpings Tidningar, "Ingen konkurrens på kross"                                          | | Gunnar Wall, "Mörkläggning - Statsmakten och Palmemordet", Bokförlaget Kärret.                                                 | |
| 1998 | Johan Brånstad, Hannes Råstam, Striptease, SVT, reportaget "Svenska vapen".                                                                     | | Björn Häger och Daniel Värjö, SR Ekot, "KK-stiftelsen".                                                                                      |                                                                                               | Olle Lönnaeus, Erik Magnusson, Sydsvenska Dagbladet, "Malmös val".                                                                           | Caspar Opitz, Mikael Sönne, Håkan Wasén, artikelserien "Affärsmannen Albert Walther"                         | | | |
| 1999 | Fredrik Undevik och Linda Kakuli, Striptease, reportaget "Värstingvården"                                                                       | | Bosse Lindquist, SR Dokumentär, "Pnohm Pehn"                                                                                                 |                                                                                               | Björn Hygstedt och Erik Sidenbladh, Svenska Dagbladet, "Vården av psykiskt sjuka brottslingar"                                               | Håkan Edvardsson, Falu-Kuriren, "Makten över orden"                                                          | Dan Josefsson, ETC, reportaget "Aftonbladets förlorade heder".                                                                  | Per Lindeberg, "Döden är en man", Fischer & Co.                                                                                | |
| 2000 | Johan Brånstad och Hannes Råstam, Striptease SVT, "I gravplundrarnas spår"                                                                      | | Sören Granath och Bengt Skött, SR, "Sportens skulder"                                                                                        |                                                                                               | Erik Magnusson och Olle Lönnaeus, Sydsvenska Dagbladet, "Människosmuggling" Wolfgang Hansson och Nuri Kino, Aftonbladet, "Människosmuggling" | Ragnar Järhult, Smålandsposten, reportaget "Kyrkhult"                                                        | Fredrik Laurin och Leif Holmkvist, Resumé, "OS och Stenhammar"                                                                  | Kaa Eneberg, "Tvingade till tystnad", Hjalmarson och Högberg Förlag                                                            | |
| 2001 | Janne Josefsson och Hannes Råstam, Uppdrag Granskning, "Göteborgskravallerna"                                                                   | | Ylva Mårtens och Katti Björklund, Barnen och Tendens, SR, inslagen "Omhändertagna barn".                                                     |                                                                                               | Peder Svensson, GP, "Svarta Rådgivare". | Matti Stenrosen, Kristianstadsbladet, för artikeln "Aktiebolaget Kristianstadsbyggen".                       | Stellan Björk och Karl von Schulzenheim, Affärsvärlden, "Stenbeck och hans imperium"                                            | Johanne Hildebrandt, "Blackout", Dagens Nyheter                                                                                | |
| 2002 | Janne Josefsson och Lars-Göran Svensson, SVT, "Valstugor"                                                                                       | | Sandra Foresti och Matilda Uusijärvi, SR Grävredaktionen, "Kriminalvården, från vård och återanpassning till högre staket och insatsstyrkor" |                                                                                               | Nuri Kino, frilans, "Flyktingbarnen" | Eva Burman, Lena Michanek, Mathias Ståhle, Eskilstuna-Kuriren, "Sveket mot de unga/Unga missbrukare"         | Bengt Bergsmark, Kommunalarbetaren, "Valet 2002"                                                                                | Gellert Tamas, "Lasermannen – En berättelse om Sverige", Ordfront Förlag                                                       | |
| 2003 | Janne Josefsson och Lars-Göran Svensson, Uppdrag Granskning SVT "Kommunalstrejken". Evin Rubar, Dokument inifrån SVT, "I skolans våld".         | Magnus Svenungsson och Tomas Lindblom, Västnytt SVT, "ABF lurar EU"                                   | Nuri Kino, Jenny Nordberg och Margita Boström, Ekot SR, "Tolkar och spioner".                                                                |                                                                                               | Ulla Danné och Björn Hygstedt, Svenska Dagbladet, artikelserierna "ÖB" och "Stockholms Lokaltrafik".                                         | Lars Andreasson, Suzanne Holmberg och Christer Åkerlund, Helsingborgs Dagblad, "Brunnshotellet".             | | | |
| 2004 | Sven Bergman, Fredrik Laurin och Joachim Dyfvermark, TV4, Kalla Fakta "Det brutna löftet"                                                       | | Bo-Göran Bodin och Daniel Velasco, SR, Ekot, "Riksdags-ledamöternas ersättningar"                                                            | Håkan Svensson och Tor Danielsson, SR Radio Kristianstad, "Äldrevården"                       | Knut Kainz Rognerud, Dagens Nyheter, "Johansson-Visborgs stiftelse"                                                                          | Annica Jönsson, Robert Owen och Bosse Vikingson, Smålandsposten, "Vision Värendsvallen"                      | | | |
| 2005 | Evin Rubar, "Könskriget II", Dokument inifrån, SVT                                                                                              | | Daniel Velasco, "Inbrottsbluffen", SR P1 | Johannes Rosendahl, "Skolskjutsar", SR Dalarna                                                | Dan Ivarsson, Jens Mikkelsen, Andreas Persson, Olof Westerberg, "MKB:s svarta lista", Sydsvenskan                                            | Birgitta Folenius, Karin Pilkvist, "Örebros besparingar", Nerikes Allehanda                                  | | Christian Holmén och Dick Sundevall, "Tre bröder", Ordfront                                                                    | |
| 2006 | Erik Sandberg, "Snällfällan", Dokument Inifrån SVT                                                                                              | Frida Björk, Magnus Persson, "Konsekvenser av Gudrun", Västnytt SVT                                   | Anna Jaktén, "Beställningsjobb", Kaliber SR                                                                                                  | Jonas Alsgren, Alexander Gagliano, "Kriminalvården", Radio Uppland                            | Christian Holmén, Mikael Ölander, Cecilia Garme, Tomas Carlsson, Peter Thunborg, Johan Wallqvist, "Boreliusaffären", Expressen               | Malin Öhrlund, Torkel Omnell, "Obol-affären", Norrbottens-Kuriren                                            | Annelie Östlund, Per Agerman, "Alexander Richards-affären", Affärsvärlden,                                                      | | |
| 2007 | Magnus Svenungsson, Pelle Westman, Mattias Jansson, "It's not my business” – om svartjobb på hamburger-restauranger", SVT Uppdrag Granskning    | Sophia Djiobaridis, Anna Jaktén (P1:s Kaliber), Teddy Paunkoski, "Baggershus-skandalen", SVT Västnytt | Daniel Öhman, "Ericssons agenter", SR Ekot                                                                                                   | Alexander Gagliano, "Forskningslögnen i Uppsala", SR Uppland                                  | Christian Holmén, Mikael Ölander, Leo Lagercrantz, "Brillo-boxarna", Expressen                                                               | Emma Johansson, Lars Andreasson, "Invandrare diskrimineras av bostadsrätts-föreningar", Helsingborgs Dagblad | David Qviström, "Svenska kyrkans dolda sponsring", Kyrkans Tidning                                                              | Isabella Lövin, "Tyst hav", Ordfront Förlag                                                                                    | |
| 2008 | Agneta Bernárdzon, Karin Jonsson, "Sista vilan", SVT Uppdrag Granskning                                                                         | | Anna Jaktén, Bo-Göran Bodin, Sanna Klinghoffer, "I statens förvar", SR Kaliber/SR Ekot                                                       | Petra Haupt, Håkan Svensson (frilans), "MVG-fabriken Procivitas", SR Radio Malmöhus           | Jens Mikkelsen, Johan Wessman, "HSB:s gräddfil", Sydsvenska Dagbladet                                                                        | Mathias Ståhle, "Avhopparna", Eskilstuna-Kuriren                                                             | Anna Tiberg, Marie Edholm, Mikael Färnbo, Marcus Johansson, "Vita dukar – svart tvätt", Dagens Arbete                           | Ingrid Carlberg, "Pillret", Norstedts                                                                                          | |
| 2009 | Hannes Råstam, "Thomas Quick – att skapa en seriemördare", SVT Dokument Inifrån                                                                 | Sophia Djiobaridis, "Allmänhetens bana blev kassako för elitklubb", SVT Västnytt                      | Daniel Öhman, Malin Olofsson, "Grisindustrin", SR Ekot                                                                                       | Andreas Hedfors, "Avslöjandet Marianne Samuelsson", SR P4 Gotland                             | Mikael Ölander, Mikael Hylin, "Jan Guillou och KGB", Expressen                                                                               | Lotta Lindqvist, "Byggeboaffären", Östran                                                                    | Marcus Derland, Elinor Torp, Marie Edholm, "Återvinnings-industrin", Dagens Arbete                                              | Lena Sundström, "Världens lyckligaste folk", Leopard Förlag                                                                    | Alexandra Hernadi, Tobias Olsson, Kristian Lindquist, ”Kommunala biståndsprojekt”, Svd.se                                                                                       |
| 2010 | Nils Hanson, Janne Josefsson, ”Korruptionen i Göteborg”, SVT Uppdrag Granskning                                                                 | Johanna Bäckström Lerneby, ”Familjehemsbluffen”, SVT Västnytt                                         | Bo-Göran Bodin, ”Fallet Johan”, Ekot Sveriges Radio                                                                                          | Kina Pohjanen, Alexander Gagliano, ”När polisen är den misstänkta”, P4 Uppland Sveriges Radio | Carolina Neurath, Jacob Bursell, ”Revisorerna”, Svenska Dagbladet                                                                            | Lena Tegström, Bo Torbjörn Ek, "Förmyndarna", Norrländska Socialdemokraten                                   | Anna Wallenlind Nuvunga, ”Västkustfamiljen”, Faktum                                                                             | Kerstin Lundell, ”Affärer i blod och olja”, Ordfront                                                                           | Inget pris i kategorin webb detta år |
| 2011 | Erik Palm, ”Vi gav dom vår pappa”, SVT Dokument Inifrån                                                                                         | Hanna Nyberg, Rune Bergström, ”Järnvägsmiljonerna”, SVT Västnytt                                      | Bo-Göran Bodin, ”Terrorhotet mot Göteborg”, Ekot Sveriges Radio                                                                              | Pernilla Arvidsson, Rebecka Montelius, ”Kitas”, SR Jönköping Sveriges Radio                   | Jan Almgren, Jonas Fröberg, Ola Wong, ”Invest Sweden”, Svenska Dagbladet                                                                     | Linda Danhall, Lotta Nilsson, "Outokumpu", Norrländska Socialdemokraten                                      | Monica Kleja, ”Bergmans DNA”, Ny Teknik                                                                                         | Mikael Holmström, ”Den dolda alliansen”, Atlantis Bokförlag                                                                    | Johanna Bäckström Lerneby, Linda Larsson Kakuli, Peter Bagge, Mikael Pettersson, "Fas 3-sajten", SVT                                                                            |
| 2012 | Sven Bergman, Joachim Dyfvermark och Fredrik Laurin, "TeliaSonera", SVT Uppdrag Granskning                                                      | Kicki Hultin "Assistans - klipp värt miljarder", SVT Västnytt                                         | Daniel Öhman och Bo Göran Bodin, "Saudiaffären", Sveriges Radio Ekot                                                                         | Johanna Sjöqvist och Paloma Vangpreecha, "Fusk i bemanningsbranschen", P4 Radio Stockholm     | Mattias Carlsson, "Slöseriet med skattepengar", Dagens Nyheter                                                                               | Joakim Andersson och Lars Andreasson, "Männen som gick upp i rök", Helsingborgs Dagblad                      | Matilda Uusijärvi Ek, "Den dolda ojämställdheten", Kommunalarbetaren                                                            | Hannes Råstam, Fallet Thomas Quick: att skapa en seriemördare, Ordfront förlag                                                 | David Baas och Christian Holmén, "SD-skandalen", Expressen |
| 2013 | Kristina Lagerström och Johan Zachrisson Winberg, "Skolfesten" och "Skolmarknaden", SVT Nyheter                                                 | Anneli Megner Arn, "Missförhållanden mörkas i äldrevården", TV4Nyheterna Stockholm                    | Daniel Velasco, "Nora - Den fastspända flickan", SR P1 Dokumentär                                                                            | Baris Kayhan, "Panaxiahärvan fortsättningen/AIK-spåret", Sveriges Radio Stockholm             | Kristoffer Örstadius, "Skolgranskning", Dagens Nyheter                                                                                       | Jani Pirttisalo, "Kommunvillorna", Mitt i Huddinge                                                           | Helena Gunnarsson, Mira Hjort, Pernilla Josefsson och Christina Swahn, "Så dumpades villkoren i hemtjänsten", Kommunalarbetaren | Dan Josefsson, Mannen som slutade ljuga - berättelsen om Sture Bergwall och kvinnan som skapade Thomas Quick, Lind & Co förlag | Martin Fredriksson, Mathias Wåg, My Vingren, Carl Tullgren, Måns Nilsson och Loan Sundman, Christian Holmén och David Baas, "Avpixlat avpixlade", Researchgruppen och Expressen |
| 2014 | Camilla Ziedorn, "Lögnen om barnen", TV4 Kalla Fakta                                                                                            | Michael Verdicchio och Sandy Hansson, "Hemtjänstbluffen", SVT Västnytt                                | Sofia Boo och Markus Alfredsson, "Lyxhotell och tvångsinjektioner", SR Kaliber                                                               | Tomas Magnusson och Kina Pohjanen, "Ung tjej sökes", P4 Uppland Sveriges Radio                | Torbjörn Isacson och Andreas Cervenka, "Näringslivets högtflygande direktörer", Svenska Dagbladet                                            | Gusten Holm, "Nazisterna som gick fria", Upsala Nya Tidning                                                  | Josephine Freje och Julija Sidner, "Psykbryt", Tidningen Faktum                                                                 | Jens B Nordström, "Saabs sista strid - den osannolika historien om Sveriges största konkurs"                                   | Tina Enström, Jenny Widell och Ulf Persson, "Vägen till fas 3", SVT Östnytt |
| 2015 | Ali Fegan och Lars-Göran Svensson, "Det italienska handslaget", SVT Uppdrag granskning                                                          | Jenny Widell och Tina Enström, "Asylgranskningen", SVT Nyheter Öst                                    | Katia Wagner och Milan Djelevic, "Att ta ett barn", SR P1 Dokumentär                                                                         | Matilda Eriksson Rehnberg och Erik Jerdén, "Spelet bakom skid-VM", SR P4 Dalarna              | Henrik Ennart och Fredrik Mellgren, "Nya Karolinska sjukhuset – en sjuk affär", Svenska Dagbladet                                            | Elin Turborn, "Cirkelbluffen", Västerbottens-Kuriren                                                         | Valeria Helander och Elin Ranesjö, "Lotteri med livet som insats", Tidningen Faktum                                             | Arne Müller, "Norrlandsparadoxen"                                                                                              | Anders Johansson, "Fallet", aftonbladet.se |

| År   | | | | | |                                                                            | |                                                                                             |
| År   | Etermedia riks | Etermedia riks dokumentär | Etermedia lokal                                                                                     | Storstadstidning | Mindre dagstidning                                                                                            | Magasin                                                                    | Bok | Nytänkare                                                                                   |
| ---- | --- | --- | --------------------------------------------------------------------------------------------------- | --- | --- | -------------------------------------------------------------------------- | --- | ------------------------------------------------------------------------------------------- |
| 2016 | Bo Lindquist, Anna Nordbeck, Johannes Wahlström, Lars Granstrand, Johannes Hallbom, Jakob Larsson och Emil Engerdahl, "Experimenten", SVT Dokument inifrån | | Tina Enström och Jenny Widell, "Hem till varje pris", SVT Nyheter Öst                               | Mikael Delin och Mattias Carlsson, "Riksrevisorernas fall – en granskning av statens oberoende granskare", Dagens Nyheter                                                            | Josefine Julén och Kristian Alm, "Bombhemmet", Norra Halland                                                  | Per Liljas, "Palmolja", Sveriges Natur                                     | Tobias Andersson Åkerblom och Moa Kärnstrand, "Modeslavar – Den globala jakten på billigare kläder", Leopard förlag | Joachim Dyfvermark och Sven Bergman, "Panamadokumenten", SVT Uppdrag Granskning             |
| 2017 | Johannes Hallbom, Jakob Larsson, Anna Nordbeck, Dan Josefsson, Johan Bjerkner, Emil Engerdahl och Lars Granstrand, "Fallet Kevin", SVT Dokument inifrån    | | Valeria Helander, "Skönhets-granskningen", SVT Nyheter Väst                                         | Kristoffer Örstadius och Mikael Holmström, "IT-skandalen på Transportstyrelsen", Dagens Nyheter                                                                                      | Mathias Ståhle, "Trollfabriken", Eskilstuna-Kuriren                                                           | Kerstin Lundell, "Mörkade risker kärnavfall", Sveriges Natur               | Baris Kayhan, "Nätverket – Södertäljemaffians uppgång och fall", Norstedts                                          | Erik Wisterberg och Jon Mauno Pettersson, "Cykelbuden – Sveriges första live-raff", Breakit |
| 2018 | Anna Engblom, Åsa Erlandsson, Karin Mattisson och Jazz Munteanu, "Sjuksköterskebluffen", SVT Uppdrag granskning                                            | | Ulla Öhman, "Felplacerade i särskolan", Sveriges Radio P4 Västernorrland                            | Michael Verdicchio, "I religionens namn" och "Guds utvalda skola", Göteborgs-Posten                                                                                                  | Björn Lilja, Truls Nilsson och Jessica Ziegerer, "Knäckehjulet", Helsingborgs Dagblad                         | Thomas Pettersson, "Skandiamannen och Olof Palme", Filter                  | Mats-Eric Nilsson, ”Chateau Vadå”, Ordfront förlag                                                                  | Kristoffer Örstadius, "Fakta i frågan", Dagens Nyheter                                      |
| 2019 | Linnea Carlén, Stefan Jansson och Oskar Jönsson, "Fartygens smutsiga rök", SVT                                                                             | Joachim Dyfvermark, Linda Larsson Kakuli, Per Agerman, Henrik Bergsten, Axel Gordh Humlesjö, Ella Hopf Berger, Ola Hjalmarsson, Linnea Heppling, Oskar Nyqvist, Fredrik Edgren, Linnéa Heppling, "Swedbank och penningtvätten", Uppdrag granskning | Rebecka Montelius, "Golfbanan och fakturorna", Sveriges Radio P4 Jönköping                          | Michael Verdicchio, "Terrorn mot bönderna", Göteborgs-Posten | Therese Nilsson och Erik Strömberg, "Faxeholmen och korruptionen", Söderhamns-Kuriren                         | Ola Sandstig, "Ohörda rop", Filter                                         | Katarina Bjärvall, "Störningen", Ordfront förlag                                                                    |                                                                                             |
| 2020 | Marja Grill, "Fallet Sofie", SVT | Malin Olofsson, Emil Engerdahl, Jakob Larsson, Anna Nordbeck, Johanna Torshall Svensson, Sven Lindahl, Emelie Simmons, "Vaccinkrigarna", SVT Dokument inifrån                                                                                      | Anders Lundqvist, "Skärgårdsbåten som bröt mot både vågorna och lagen", Sveriges Radio P4 Blekine   | Michael Verdicchio (reporter), Meli Petersson Ellafi (fotograf), Snezana Bozinovska, "Systrar", Göteborgsposten                                                                      | Jonas Ekelund, Anne Bengtsson, Carl Lind, "Bisysslorna i Borås stad", Borås Tidning                           | Anna Rytterbrant, AnnaKarin Löwendahl, "Jakten på en adress", Hem & Hyra   | Lasse Wierup, Gangsterparadiset, Bokförlaget Forum                                                                  |                                                                                             |
| 2021 | Håkan Enmark, Daniel Gökinan, "Belarus-affären", TV4 | Carolina Jemsby, Karin Mattisson, "Transbarnen", Uppdrag granskning | Fredrik Svenningsson, Natalie Medic, Nellie Erberth, "Malmös förbjudna adresser", SVT Nyheter Skåne | Josefin Sköld, Patrik Lundberg, Alexander Mahmoud, "Barn till varje pris", Dagens Nyheter                                                                                            | Elin Turborn, Evelina Lindfors, Josefin Isaksson, "Utan åtgärd – vid Umeå universitet", Västerbottens-Kuriren | Elinor Torp, "Sjuka Samhall", Dagens Arbete                                | Diamant Salihu, Tills alla dör, förlaget Mondial                                                                    |                                                                                             |
| 2022 | Emil Hellerud, Lovisa Thuresson, "Smutsiga personuppgifter", TV4                                                                                           | Emil Hellerud, Daniel Gökinan, Emilia Berggren, "Partiernas hemliga pengar", Kalla fakta | Dino Jasarovic, Frida Grönholm, "P4 Väst granskar A-traktorer", P4 Väst                             | Mia Pettersson, Nana Eshelman Håkansson, Sofia Boo, Jonas Lindstedt, Anna Tärnhuvud, "Mordet som splittrar ett folk – om romsk hederskultur som gått under radarn", Göteborgs-Posten | André Spång, Jenny Isaksson , "Baskethärvan i Trelleborg", Trelleborgs Allehanda                              | Ida Karlsson, Linda Dahlin, "Den stora köpfesten ", Hem & Hyra             | Lisa Röstlund, Skogslandet – en granskning, Forum förlag                                                            |                                                                                             |
| 2023 | Lotta Sima, Julia Lindvall, Ida Andersson, Kristina Lagerström, "Skolpengsaffärerna", SVT Nyheter                                                          | Fredrik Mejster, Nadja Yllner, Lisa Jarenskog, "Den svenska spermie-skandalen", SVT Uppdrag granskning | Natalie Medic, Fredrik Svenningsson, "Juristen och de osannolika gåvorna", SVT Nyheter Skåne        | Magnus Wennman, Staffan Lindberg, "H&M och återvinningen", Aftonbladet | Felicia Lénárd, Kenneth Westerlund, Linda Eriksson Storbacka, "Bemannings-krisen", Södra Dalarnes Tidning     | Johanna Edström, David Lundmark, "Sanningen om sprängdåden", Dagens Arbete | Gunnar Wall, "Rättsskandalen Olof Palme", Bokförlaget Semic                                                         |                                                                                             |

## Hedersomnämnande
| År   | Hedersomnämnande                                                 | Hedersomnämnande                                                                                 | Hedersomnämnande             | Hedersomnämnande                      |
| År   | Bidrag                                                           | Journalist                                                                                       | Medieplats                   | Kategori                              |
| ---- | ---------------------------------------------------------------- | ------------------------------------------------------------------------------------------------ | ---------------------------- | ------------------------------------- |
| 1992 | Reportage om ungdomsvåld/gatuvåld                                | Bo Hazell                                                                                        | Radio Örebro                 | Etermedier                            |
| 1992 | Om ett kommunalråd fattat beslut som gynnat hans privata bolag   | Lars Andreasson                                                                                  | Helsingborgs Dagblad         | Tryckta medier                        |
| 1993 | Samhällsjournalistik                                             | Redaktionen                                                                                      | SVT Striptease (TV-program)  | TV                                    |
| 1994 | Vårdens pris                                                     | Fredrik Runsi                                                                                    | Kommunalarbetaren            | Tidning, Lokal                        |
| 1994 | Tre grävreportage                                                | Ulrika By, Anders Udding, Erik Marander, Annika Olsson och Birgitta Folenius                     | Nerikes Allehanda            | Tidning, Lokal                        |
| 1995 | Reportageserie om länsarbetsdirektörens skumma affärer           | Svante Isaksson                                                                                  | SVT Nordnytt                 | TV                                    |
| 1995 | Reportageserie om ett incestmål i Sandvikens tingsrätt           | Zoran Buric                                                                                      | Gefle Dagblad                | Tidning, Lokal                        |
| 1995 | Reportageserie om kommunpolitikerna i Motala                     | Britt-Marie Citron                                                                               | Motala Tidning               | Tidning, Lokal                        |
| 1995 | Reportageserie om den nya knarkvågen                             | Maria Trägårdh, Jan Karlsson och Åke Ericson                                                     | Aftonbladet                  | Tidning, Riks                         |
| 1995 | Reportageserie om det svenska klassamhället                      | Jens Assur och Georg Cederskog                                                                   | Expressen                    | Tidning, Riks                         |
| 1996 | "Postens punktlighet"                                            | Hans Strandberg, Annika Engström, Björn Hygstedt och Mats-Eric Nilsson                           | SvD                          | Tidning, Riks                         |
| 1996 | "Malmös undre värld"                                             | Anna Lindner, Lasse Wierup och Patrick Persson                                                   | Sydsvenska Dagbladet         | Tidning, Riks                         |
| 1997 | "Säkerhetstjänstens hemliga register"                            | Bosse Gustafsson och Petter Ovander                                                              | Sydöstran                    | Tidning, Lokal                        |
| 1997 | "Trustorhärvan Trustorhärvan                                     | Gunnar Lindstedt                                                                                 | SvD                          | Tidning, Riks                         |
| 1998 | "Cigarettkriget"                                                 | Anita Jekander och Tonchi Percan                                                                 | SVT                          | TV                                    |
| 1998 | "Den svenska efterkrismodellen"                                  | Bengt Bergsmark                                                                                  | Kommunalarbetaren            | Tidskrift                             |
| 1998 | "Drömmen tog deras liv"                                          | Anders Steinvall                                                                                 | DN                           | Tidning, Riks                         |
| 1999 | "Fallet Osmo Vallo" Osmo Vallo                                   | Janne Josefsson och Hannes Råstam                                                                | SVT                          | TV                                    |
| 1999 | "Apotekens hantering av returmediciner"                          | Fredrik Axelsson och Jonas Alsgren                                                               | TV4                          | TV                                    |
| 1999 | "Bertel Nathhorst" Bertel Nathhorst                              | Christer Berglund                                                                                | Finanstidningen              | Tidning, Lokal                        |
| 1999 | "Makten över orden"                                              | Håkan Edvardsson                                                                                 | Falu Kuriren                 | Tidning, Lokal                        |
| 1999 | "Nazismen i Skåne"                                               | Karin Johansson, Joakim Palmkvist och Joakim Berglund                                            | Sydsvenska Dagbladet         | Tidning, Riks                         |
| 2000 | "Fallet Askar"                                                   | Trond Sefastsson                                                                                 | TV4                          | TV                                    |
| 2000 | "Kriminologen"                                                   | Randi Mossige-Norheim                                                                            | SR                           | Radio                                 |
| 2000 | "Nazismen i sydöstra Skåne"                                      | Jan Samuelsson                                                                                   | Ystads Allehanda             | Tidning, Lokal                        |
| 2001 | "Övertramp på villovägar"                                        | Bea Nordensson                                                                                   | Pressens Tidning             | Tidskrift                             |
| 2001 | "Fortet Europa, del III"                                         | Andreas Rocksén, Erik Sandberg, Sara Lindström och Tobias Hübinette                              | SVT                          | TV                                    |
| 2001 | "Nürnberg var bara början"                                       | Björn Tunbäck                                                                                    | SR                           | Radio                                 |
| 2001 | "Adeln i Skåne"                                                  | Lena Olsson, Ronny Johannesson och Martin Hult                                                   | Kvällsposten                 | Tidning, Lokal                        |
| 2001 | "Dolda provisioner"                                              | Dan Olsson                                                                                       | DN                           | Tidning, Riks                         |
| 2002 | "Politikerresor"                                                 | Therese Thomason                                                                                 | Mitt i Huddinge              | Tidning, Lokal                        |
| 2002 | "Åldringsvården"                                                 | Mira Micic                                                                                       | Falu Kuriren                 | Tidning, Lokal                        |
| 2004 | "Fallet Ulf"                                                     | Hannes Råstam                                                                                    | SVT                          | Riks-TV                               |
| 2005 | "Skambankerna"                                                   | Lars Ohlson                                                                                      | Förlaget 4 november          | Bok                                   |
| 2006 | "En iskall vind drog genom Sverige"                              | Lars Borgnäs                                                                                     |                              | Bok                                   |
| 2007 | "Casino Cosmopol"                                                | Joel Holm, Emma Boëthius                                                                         | Expressen.se                 | Webb                                  |
| 2007 | "Afrikas Guantanamo"                                             | Randi Mossige-Norheim                                                                            | SR                           | Riksradio                             |
| 2008 | "Rinkebyskolan"                                                  | Fredrik Öjemar och Kalle Bergbom                                                                 | DN.se                        | Webb                                  |
| 2008 | "Thomas Quick" Thomas Quick, "Varför erkände dom?"               | Hannes Råstam                                                                                    | SVT                          | Riks-TV                               |
| 2010 | "Valpejl"                                                        | Helena Bengtsson, Victoria Gaunitz, Johan Robertsson, Kristofer Sjöholm, Jenny Zettergren        | SVT, SR                      | Webb                                  |
| 2010 | "Kandidatkartläggning"                                           | Samuel Inghammar, Matti Larsson                                                                  | Sirén.se                     | Webb                                  |
| 2010 | "Statens miljardprojekt"                                         | Yonna Waltersson, Mikael Färnbo, Ingemar Dahlkvist                                               | Dagens Arena                 | Webb                                  |
| 2011 | "Terjade foton"                                                  | alias: Lodjuren, Radhusbiff, mickepickepö, conter1, hello, legoboy                               | Terjade foton, Flashbacktråd | Webb                                  |
| 2011 | "SJ:s lögner"                                                    | Andreas Nilsson                                                                                  | Andreas Nilsson              | Webb                                  |
| 2011 | "Carema Care'"                                                   | Mia Tottmar, Josefin Hökerberg                                                                   | DN                           | Webb                                  |
| 2012 | "Räntekartan - en interaktiv granskning av svenskarnas boräntor" | Olle Zachrison, Carolina Neurath, Jan Almgren, Mark Malmström, Peter Grensund och Ola Henriksson | Svenska Dagbladet            | Webb                                  |
| 2012 | "Kommungranskarna"                                               | Sophia Djiobaridis                                                                               | SVT Uppdrag Granskning       | Riks-TV                               |
| 2013 | "Patienten och prislappen"                                       | Maciej Zaremba                                                                                   | Dagens Nyheter               | Större dagstidning                    |
| 2013 | "Vem är Veronica?"                                               | Jack Werner                                                                                      | Metro                        | Webb                                  |
| 2014 | "Den blinda tron på kall fusion"                                 | Ulrika Björkstén och Marcus Hansson                                                              | Sveriges Radio               | Riksradio                             |
| 2014 | "Lyd eller lämna eller landet"                                   | Johanna Hövenmark                                                                                | Norrbottens-Kuriren          | Tidning, Lokal                        |
| 2016 | "Sveriges största muta? Telia Sonera och Azerbajdzjans diktator" | Sven Bergman, Joachim Dyfvermark, Ola Westerberg, Miranda Patrucic och Khadija Ismayilova        | SVT Uppdrag Granskning, TT   | Etermedia riks och Större dagstidning |

## Gyllene dynamon
Gyllene dynamon är Grävande journalisters arbetsledarpris och delas ut för ett enstaka projekt eller ett långsiktigt uppbyggande av en arbetsmiljö och rutiner som främjar undersökande journalistik.
- 1996 – Thomas Bibin, Sveriges Radio, Göteborg
- 1997 – Tomas Bresky, Norra Magasinet
- 1998 – Sanna Kilner, Göteborgs-Posten
- 1999 – Nils Hanson, redaktionschef vid TV4 i Göteborg
- 2000 – Birger Marklund, Resumé
- 2001 – Björn Häger, Sveriges Radio
- 2002 – Sven-Ingvar Håkansson, Kristianstadsbladet
- 2003 – Rolf Stengård, Ekot, Sveriges Radio
- 2004 – Jenny Harlin Parini, chefredaktör och ansvarig utgivare i Värnpliktsnytt
- 2005 – Sanna Klinghoffer, Kaliber, Sveriges Radio
- 2006 – Hans Peterson Hammer, Göteborgs-Posten
- 2007 – Åsa Nicander, Helsingborgs Dagblad
- 2008 – Johan Brånstad, SVT:s Dokument inifrån
- 2009 – Gunilla Ericsson, Dagens Arbete
- 2010 – Lisa Helgesson, SR Uppland
- 2011 – Sofia Dahlström, Göteborgs-Posten
- 2012 – Christian Holmén, Expressen
- 2013 – Roger Jansson, SVT
- 2014 – Maria Trägårdh, Aftonbladet[9]
- 2015 – Daniel Kederstedt, Svenska Dagbladet
- 2016 – Kenny Adersjö, SVT Dold[11]
- 2017 – Annika H Eriksson, P1 Kaliber
- 2018 – Eva Buskas, Gotlands Allehanda
- 2019 – Hans Lindeberg, Östersunds-Posten
- 2020 – Mattias Göransson, Filter
- 2021 – Anna Tiberg och Johan Sjöholm, Hem & Hyra
- 2022 – Hedvig Nilsson, P4 Värmland